# 大航海时代外传
《大航海时代外传》是一款由光荣制作和发行的模拟游戏。本游戏于1997年10月2日在PlayStation发行。游戏后在世嘉土星等平台发行。
游戏的玩法基本与前作类似。
本游戏收到普遍较好的评价。